# إرنست هارترت
إرنست هارترت (بالألمانية: Ernst Hartert)‏ (و. 1859 – 1933 م) هو عالم طيور من ألمانيا . ولد في هامبورغ.
توفي في برلين، عن عمر يناهز 74 عاماً.